# Lettonie aux Jeux olympiques d'hiver de 1924
La Lettonie participe aux Jeux olympiques d'hiver de 1924 à Chamonix en France du 24 janvier au 5 février 1924.
Au cours de la cérémonie d'ouverture, le skieur de fond Roberts Plūme est le porte-drapeau de la délégation.
La Lettonie fait partie des pays n'ayant remporté aucune médaille à l'occasion de ces premiers Jeux d'hiver. Elle n'est également pas présente au classement par points.
La délégation est composée de deux athlètes masculins engagés dans deux sports.

## Épreuves

### Patinage de vitesse
Les épreuves de patinage de vitesse des Jeux d'hiver de 1924 ont lieu les 26 et 27 janvier au Stade olympique. La Lettonie est représentée par un seul athlète, Alberts Rumba. Celui-ci est engagé dans chacun des événements concourus. Lors de chaque course, les concurrents sont réunis par paire et court chacun une fois. Un classement est ensuite établi déterminant le vainqueur.
Le 26 au matin, Rumba court le 500 m. Placé initialement dans la 7e série, il court finalement seul dans la 18e et dernière course de l'épreuve, réalisant un temps de 48 s 8 qui le classe 16e. L'après-midi, il prend part au 5 000 m. Patinant en compagnie du Finlandais Clas Thunberg dans la 15e série, il court en 9 min 14 s 4 pour une 11e place tandis que son concurrent remporte la médaille d'or en 8 min 39 s. Le lendemain matin a lieu le 1 500 m. Rumba court la 10e course avec le Français Léon Quaglia et se classe 10e avec un temps de 2 min 32 s. L'après-midi, il dispute le 10 000 m. Suivant le forfait du suédois Eric Blomgren, Rumba est décalé de la 11e à la 12e course où il est opposé au Polonais Leon Jucewicz. Il finit en 19 min 14 s 6 pour une 11e place. Ayant participé à chaque course, Rumba est placé dans un classement général réunissant les résultats des quatre événements. Additionnant les places auxquelles il a fini, il totalise 27 points et se classe 7e,.
| Athlètes      | 500 m  | 500 m | 1 500 m    | 1 500 m | 5 000 m      | 5 000 m | 10 000 m      | 10 000 m | 4 distances | 4 distances |
| Athlètes      | Temps  | Rang  | Temps      | Rang    | Temps        | Rang    | Temps         | Rang     | Points      | Rang        |
| ------------- | ------ | ----- | ---------- | ------- | ------------ | ------- | ------------- | -------- | ----------- | ----------- |
| Alberts Rumba | 48 s 8 | 16e   | 2 min 32 s | 10e     | 9 min 14 s 4 | 11e     | 19 min 14 s 6 | 11e      | 27          | 7e          |

### Ski de fond
| Athlètes      | 18 km   | 18 km   | 50 km   | 50 km   |
| Athlètes      | Temps   | Rang    | Temps   | Rang    |
| ------------- | ------- | ------- | ------- | ------- |
| Roberts Plūme | Abandon | Abandon | Abandon | Abandon |